# Bernhard Willhelm
Bernhard Willhelm (Ulm, 3 de noviembre de 1972) es un diseñador de moda alemán.

## Trayectoria
Estudió en l'Académie Royale d'Anvers, donde se diplomó en 1998. Trabajó como asistente de Walter Van Beirendonck, Alexander McQueen, Vivienne Westwood y Dirk Bikkembergs. Creó su marca en 1999 en asociación con Jutta Kraus y presentó su primera colección femenina en marzo del mismo año, en París. En 2000 creó su colección masculina, aunque hasta enero de 2003 no realiza un desfile. Se instaló en París en septiembre de 2002. 
Para su colección de hombre otoño-invierno 2008/2009, colaboró con el fotógrafo inglés Nick Knight, con el que ya había trabajado para la portada del álbum Volta de Björk.
Ha apoyado los derechos de la comunidad LGBT y posó desnudo en el primer número de la revista gay Butt, fotografiado por Wolfgang Tillmans.